# St. Otmar (Mühlingen)

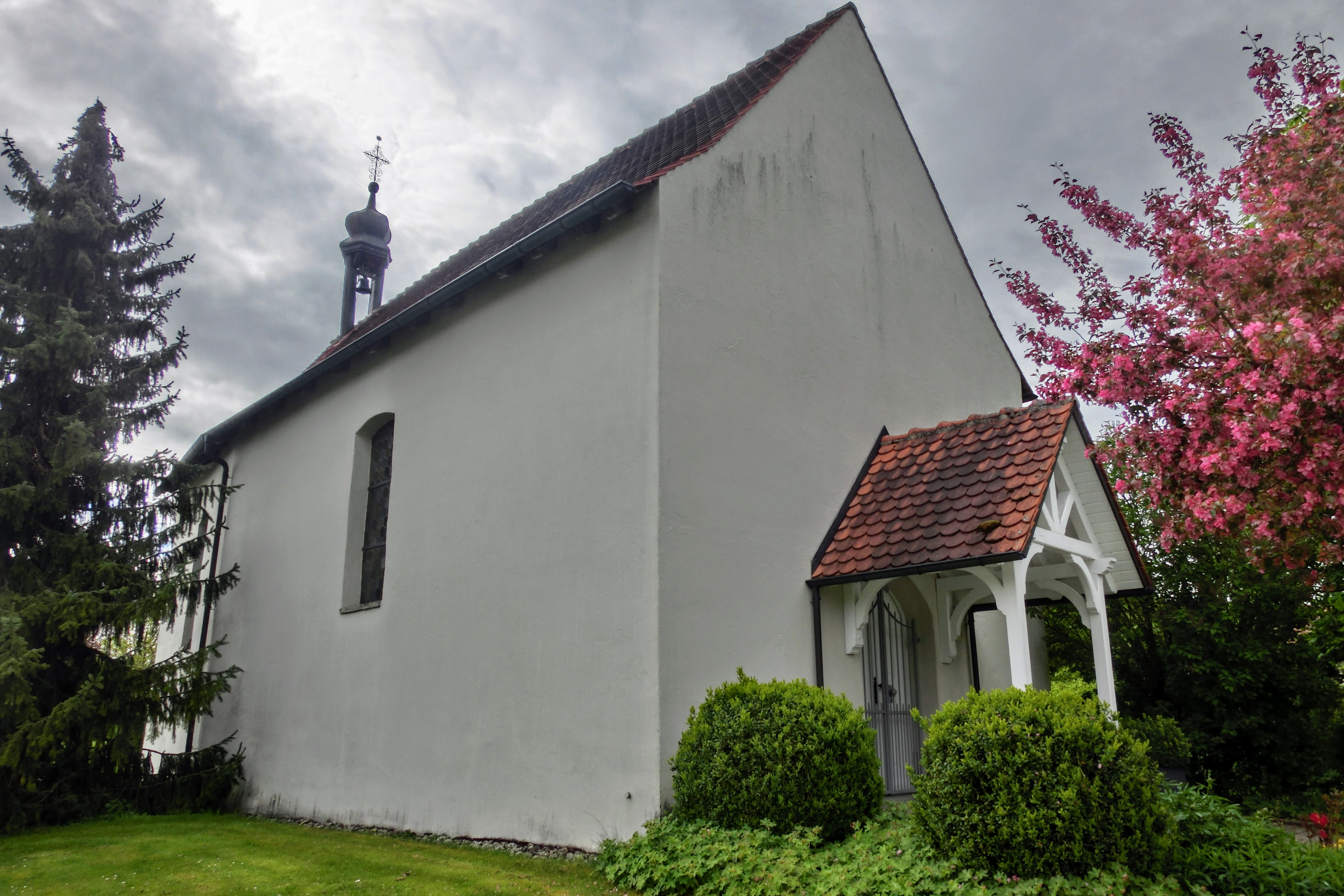
St. Otmar auf dem Madachhof (2017)

St. Otmar ist eine katholische Kapelle im Weiler Madachhof der Gemeinde Mühlingen im baden-württembergischen Landkreis Konstanz in Deutschland.
Der kleine Rechteckbau mit fünfseitigem Chor und Dachreiter ist mit seiner Ausstattung nach §12 des Denkmalschutzgesetzes als schützenswertes Baudenkmal registriert.

## Geschichte
Vermutlich gab es auf dem spätestens 1191 genannten Madachhof schon im 15. Jahrhundert eine Kapelle. In den alten Akten des Klosters Salem findet sich ein Eintrag, dass im Jahr 1514 ein auf alten Fundamenten neu errichteter, von Abt Jodok II. Necker gestifteter Kapellenneubau geweiht wurde: „Capella ibidem prima ad a. usque 1514 in suo esse perstitit, tum vero de novo a fundamentis per dominum Jodocum II exstructa fuit.“

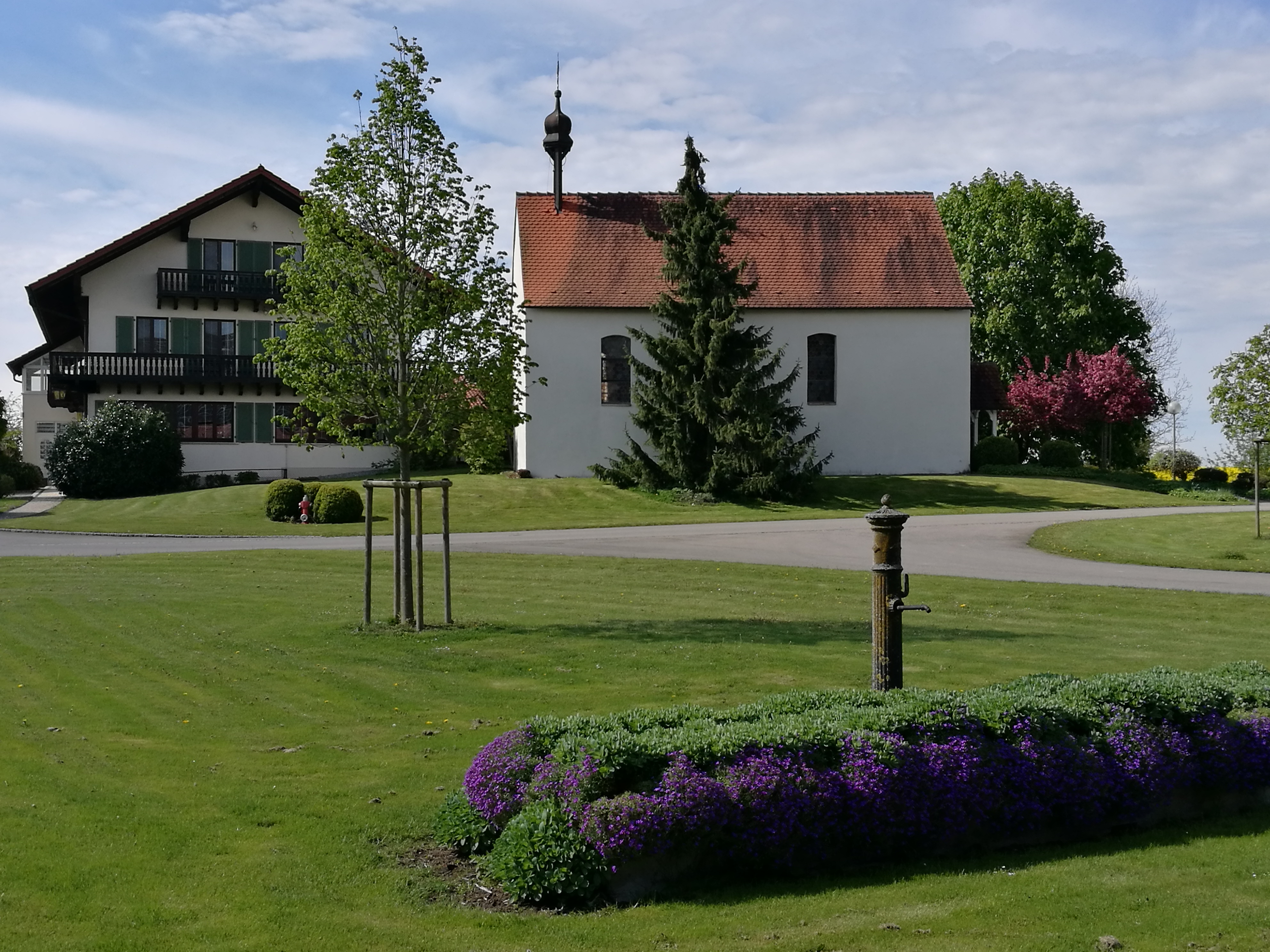
Kapelle und Wohnhaus (2017)

1577 erfolgte nach einem Umbau wohl eine erneute Weihe der Kapelle, und am 12. Mai 1718 wurden vom Konstanzer Weihbischof Conrad Ferdinand drei Altäre in der Kapelle geweiht: die Seitenaltäre zu Ehren der heiligen Märtyrer Johannes und Paulus, der Heiligen Otmar von St. Gallen und Stephanus sowie den Hochaltar zu Ehren der Heiligen Heinrich und Oswald. Seitdem gilt das Jahr 1718 als Errichtungsdatum der heutigen Kapelle.
Nachdem das Kloster Salem 1802 aufgelöst worden war, kam der Madachhof mit der Kapelle 1826 an die Herrschaft Langenstein und 1872 an die Grafen Douglas zu Langenstein.
Durch das schwere Erdbeben vom 16. November 1911 wurde auch die Kapelle beschädigt. Graf Robert Douglas übernahm die Reparaturkosten und spendete ein Jahr darauf ein neues Hochaltarbild der Madonna.
1928 erfolgte eine Innenrenovierung, und in den Jahren 1992 bis 1996 wurde die Kapelle außen und innen umfassend renoviert.
Die Kapelle, in der in den 1950er Jahren auch evangelische Gottesdienste stattfanden, und ihre Ausstattung sind heute in Privatbesitz.

## Patrozinium
Wann die Kapelle dem Heiligen Otmar (* um 689; † 16. November 759) geweiht wurde, ist nicht belegt, 1718 wird er mit der Weihe des Seitenaltars erstmals genannt. Das Patrozinium der Kapelle wird am 18. November gefeiert.
Das Otmarspatrozinium deutet vielleicht auf den vielen Grundbesitz, den das Kloster des heiligen Gallus einstmals in diesem Gebiet hatte, hin.

## Ausstattung

### Hochaltar
Das Altarbild des aus der zweiten Hälfte des 18. Jahrhunderts stammenden und im Louis-XIV-Stils gestalteten Hochaltars zeigt eine Madonna, die eine Kopie nach einem Gemälde des spanischen Malers Bartolomé Esteban Murillo (1618–1682) ist.

### Rechter Seitenaltar

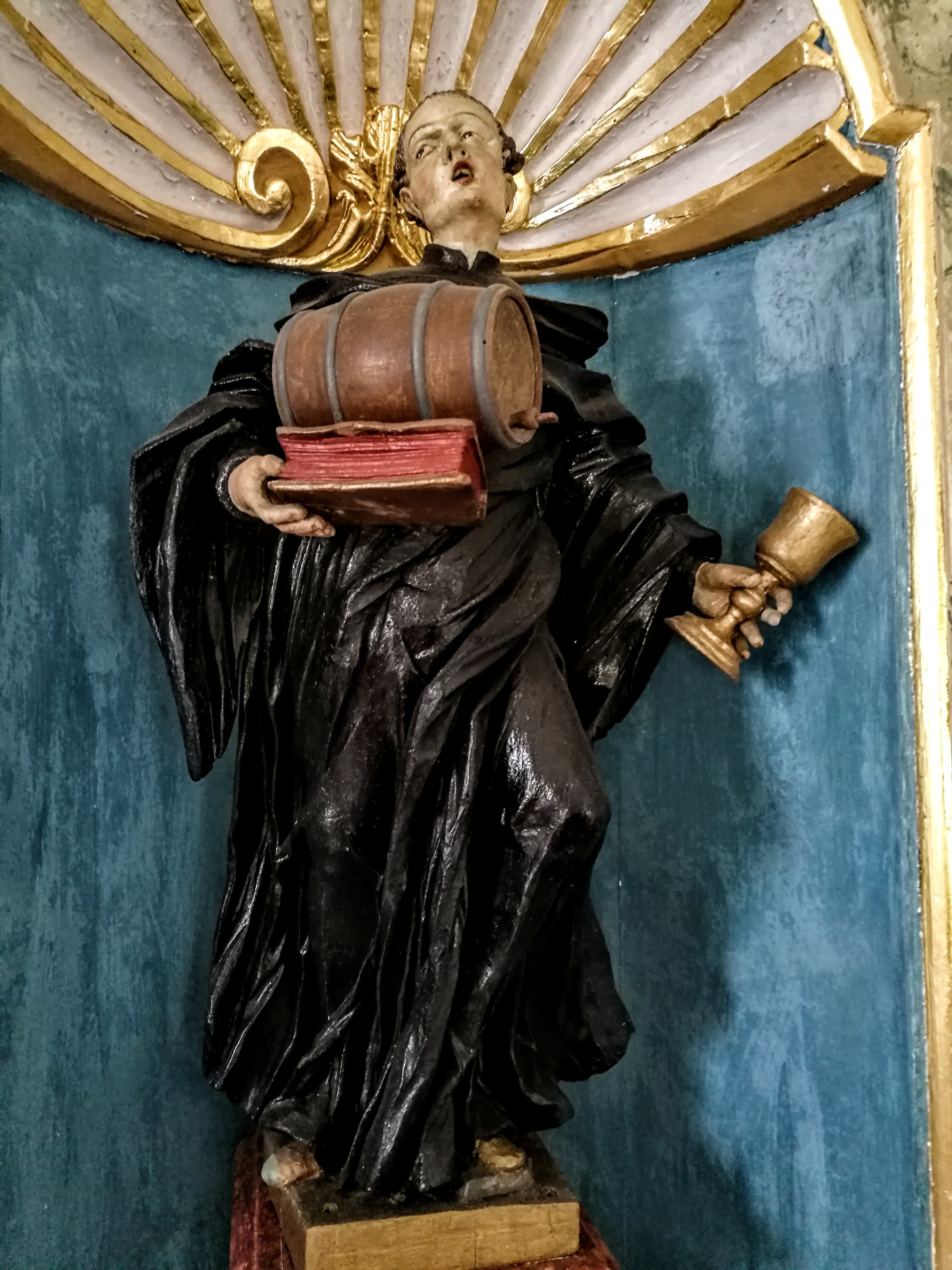
Hl. Otmar

Im rechten Seitenaltar steht die Skulptur des Heiligen Otmars. Sie zeigt den Gründer und ersten Abt des Klosters St. Gallen mit einem Kelch und Weinfass. Das Weinfass hat seinen Hintergrund in der Legende über die Überführung seines Leichnams zehn Jahre nach seinem Tod, bei der ein Sturm dem Boot nichts hätte anhaben können, und die Pilgerflasche mit Wein nicht leer wurde. Nach einer anderen Legende wurde Otmars Fässchen nicht leer, egal wie viel er mit den Armen teilte oder selbst daraus trank.
 Im Altaraufbau steht eine Kleinfigur der heiligen Scholastika.

### Linker Seitenaltar
Im linken Seitenaltar steht eine um 1510 wahrscheinlich für den Kapellenneubau von 1514 gefertigte, spätgotisches Pietà. Oben im Altar befindet sich eine Kleinfigur des heiligen Benedikts.

### Skulpturen

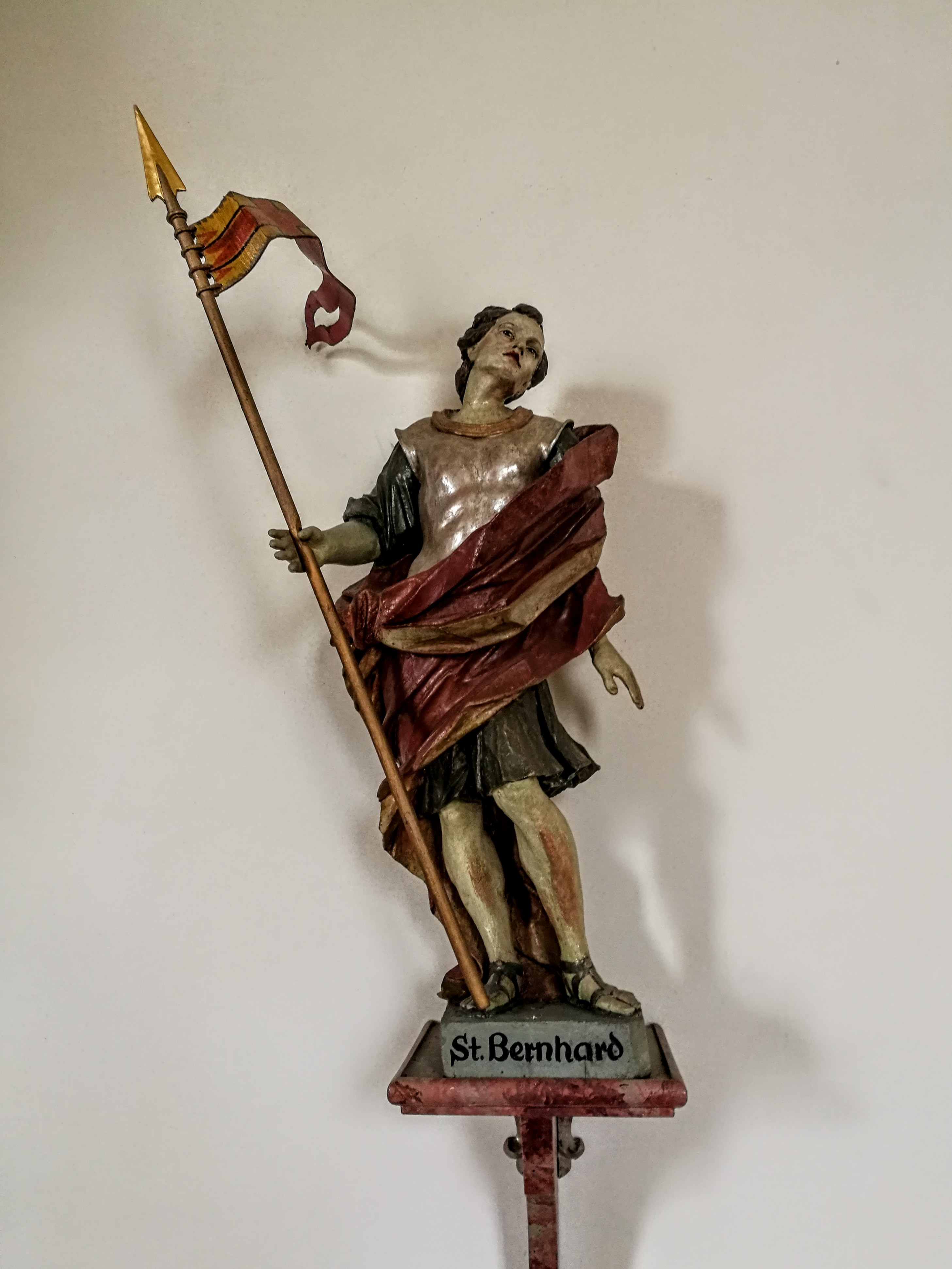
Hl. Bernhard
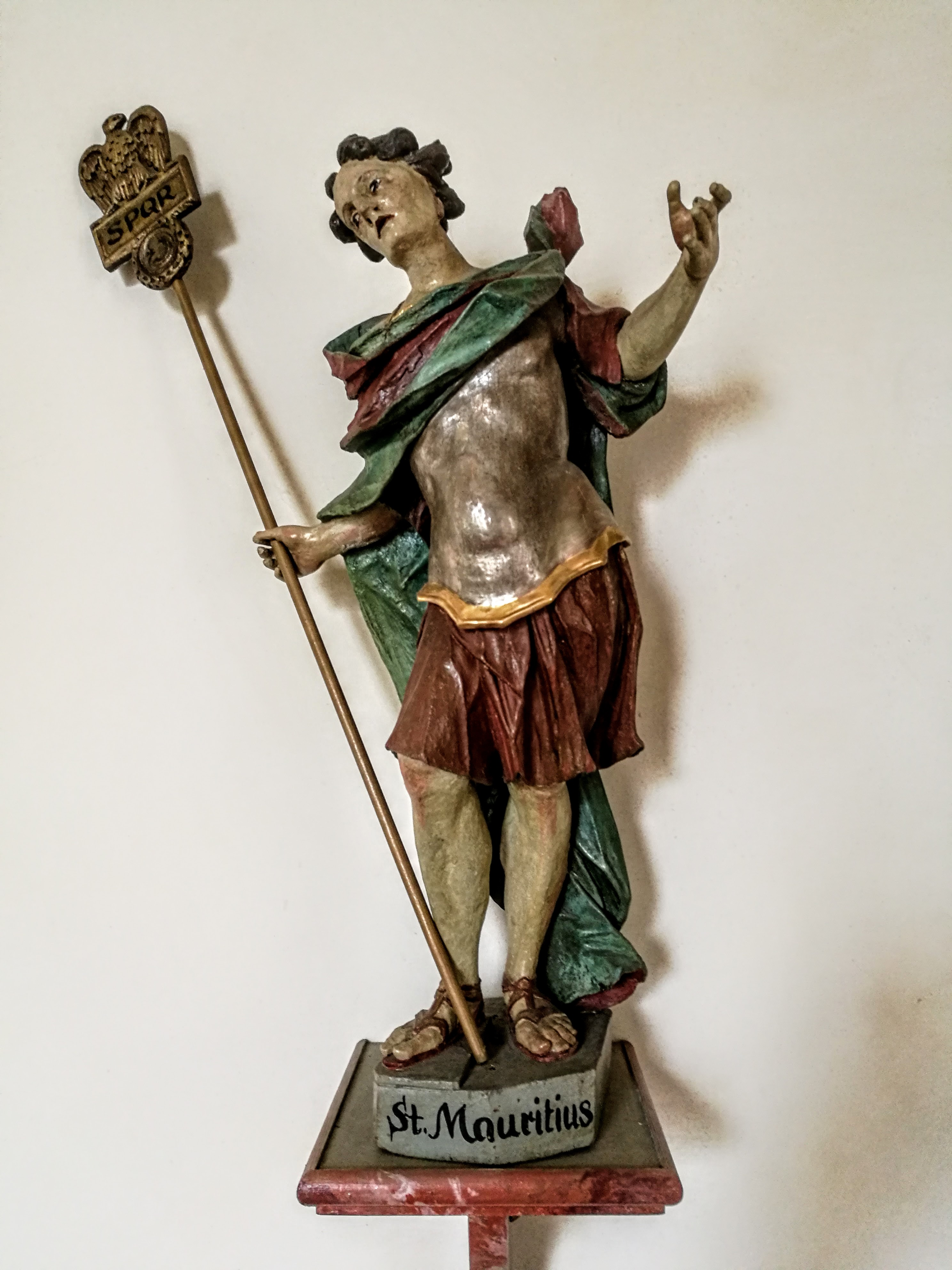
Hl. Mauritius

An den Langhauswänden sind Skulpturen des heiligen Bernhards – sein Gedenktag ist der 15. Juli – und des heiligen Mauritius – sein Gedenktag ist der 22. September – zu sehen.

## Heilige Messen
1834 wurden in der Kapelle zwölf Heilige Messen gehalten, 1907 ruhten auf der Kapelle 16 Messen, 1914 waren es wieder zwölf Messen, davon fünf zu Ehren des Stifters der Kapelle. 1921 wurden etwa sechs Messen gelesen. 1940, während des Zweiten Weltkriegs, wurde nach etwa vier bis sechs Wochen und 1950 einmal monatlich eine Messe gehalten.
Heute findet jeden ersten Dienstag eines Monats eine Abendmesse in der Kapelle St. Otmar statt.

## Wallfahrt
Die Kapelle gilt als alter Wallfahrtsort: Die Gläubigen aus der Umgebung kamen um am Altar die Windeln ihrer kranken Kinder abzulegen und um Heilung zu bitten; bis 1908 ist diese Praxis belegt.

## Sonstiges
- Ende Mai/Anfang Juni zieht alljährlich eine Lichterprozession von Mainwangen zur Kapelle St. Otmar auf dem Madachhof.